# Större timmerman
Större timmerman, Acanthocinus aedilis, ibland omnämnd som timmerman, är en skalbaggsart som först beskrevs av Carl von Linné 1758. Större timmerman ingår i släktet Acanthocinus, och familjen långhorningar, Cerambycidae. Arten har livskraftiga, (LC) populationer i både Sverige och Finland. Den är brun med mörka fläckar och tvärband och cirka 12 till 20 millimeter lång. Större timmerman har långa antenner och dess larver lever under barken på döda tallar. 